# (33855) 2000 HS60
2000 HS60 (asteroide 33855) é um asteroide da cintura principal. Possui uma excentricidade de 0.30374730 e uma inclinação de 6.75663º.
Este asteroide foi descoberto no dia 25 de abril de 2000 por LONEOS em Anderson Mesa.